# Heinenbusch
Heinenbusch ist ein Ortsteil der Gemeinde Much im Rhein-Sieg-Kreis.

## Lage
Heinenbusch liegt auf den Hängen des Bergischen Landes. Nachbarorte sind Oberwahn im Osten, Roßhohn im Süden und Gibbinghausen im Westen.

## Einwohner
1901 hatte der Weiler 65 Einwohner Hier wohnten die Haushalte Heinrich Fink, Josef Fink, Peter Höller, Joh. Josef Klug, Joh. Martin Mans, Witwe Peter Josef Mans, Peter Josef Neu, Peter Josef Neufeind, Peter Josef Schrahe jun. und Wilhelm Trömpert. Bis auf den Hausierer Neu waren alle im Dorf Ackerer.